# Advanced Extremely High Frequency
Advanced Extremely High Frequency (AEHF) je serija vojnih komunikacijskih satelita kojima upravlja vojska Svemirsko zapovjedništvo (Air Force Space Command) ratno zrakoplovstvo SAD-a. Planira ih se rabiti radi prosljeđivanja sigurnih komunikacija za Oružane snage SAD-a, Oružane snage Ujedinjenog Kraljevstva, Kanadske oružane snage i Nizozemske ratne snage. Sustav će se sastojati od šest satelita u geostacionarnoj odnosno geosinkronoj orbiti. Tri su već lansirana. AEHF je kompatibilna unatrag sa starim sustavom Milstar koji će nadomjestiti. Djelovat će na uzlaznoj vezi (uzlaznom signalu) od 44 GHz (pojas EHF) i silazna veza (silaznom signalu) od 20 GHz (pojas SHF). Sustav AEHF je komunikacijski sustav združenih snaga koji će pružiti opstajuću, globalnu, sigurnu, zaštićenu i na ometanje otporne komunikacije za vojna zemaljska, morsku i zračnu imovinu visoka prioriteta. Sljednik je sustava Milstara. AEHF-ove uzlazne i unakrižne veze djelovat će u rasponu ekstremno visokih frekvencija (EHF) i silazne veze u rasponu super visokih frekvencija (SHF). Prvi iz serije koji je lansiran je USA-214, prije lansiranja imena Advanced Extremely High Frequency 1 or AEHF SV-1. Lansiran je kolovoza 2010. godine. Proizvođač ovih satelita je Lockheed Martin Space Systems, koji je odgovoran za zemaljsku i svemirsku sastavnicu četiriju satelita AEHF, u što spada i misijske kontrole i sustavsku integraciju.  Northrop Grumman Aerospace Systems opskrbljuje sadržajem. Projekt vodi The US Air Force Military Satellite Communications Systems Wing pri Space and Missile Systems Center u zračnoj bazi u Los Angelesu u Kaliforniji. Podizvođač je Vanguard Space Technologies za izradu i iskušavanje dviju struktura svemirske platforme satelita. Sadržaj su procesori, antene, radio frekvencijski podsustavi i unakrižne veze. Sadržaj isporučuje nove komunikacijske usluge pri krajnjoj stopi protoka podataka XDR (Extreme Data Rate), omogućavanje podatkovnog prometa do 8,192 Mbps po korisniku, Milstarove usluge pri niskoj stopi protoka podataka (LDR, Low Data Rate) od 75 do 2400 bita po sekundi te Milstarove usluge pri srednje brzoj stopi protoka podataka (MDR, Medium Data Rate) od 4,8 Kbps do 1,544 Mbps.

## Vanjske poveznice
- (engleski) Lockheed Martin Products: Advanced Extremely High Frequency
- (engleski) https://www.afspc.af.mil/About-Us/Fact-Sheets/Display/Article/249024/advanced-extremely-high-frequency-system/  Arhivirana inačica izvorne stranice od 24. rujna 2018. (Wayback Machine) Air Force Space Command] Advanced Extremely High Frequency System
- (engleski) https://space.skyrocket.de/doc_sdat/aehf-1.htm Gunter's Space Page] AEHF 1, 2, 3, 4, 5, 6
- (engleski) Spaceflight Now tag AEHF-4